# Roshnik
Roshnik (albanisch auch Roshniku, türkisch Roşnik) ist ein Dorf und ehemalige Gemeinde in Mittelalbanien, das in der Bashkia Berat im Qark Berat liegt.
Das Dorf liegt abgeschieden in den Hügeln östlich von Berat auf rund 380 m ü. A., rund zehn Kilometer auf der Straße entfernt. Bis Sommer 2015 war es Hauptort einer gleichnamigen Gemeinde (komuna), die bei der Volkszählung im Jahr 2023 eine Bevölkerungszahl von 2155 Einwohnern hatte (2011: 2513 Einwohner). Die Gemeinde Roshnik bestand aus den 13 Dörfern Bogdan i Poshtëm, Bogdan i Sipërm, Dardha, Karkanjoz, Kostren i Madh, Kostren i Vogël, Mimias, Perisnak, Qafë Dardha, Rabjak, Roshnik i Vogël, Roshnik Qendër und Vojnik. Heute bilden sie eine lokale administrative Verwaltungseinheit innerhalb der Gemeinde Berat.
Der Ort rühmt sich dafür, Geburtsort des osmanischen Großwesirs Köprülü Mehmed Pascha (ca. 1580–1661) zu sein, der das Regenten- und Beamtengeschlecht der Köprülü gründete, aus dem zahlreiche Großwesire des Osmanischen Reiches sowie Politiker in der Republik Türkei wie Mehmet Fuat Köprülü (CHP, später DP) entstammten. Einer Würdigung dessen widmet sich die örtliche Gesellschaft Shoqata „Mehmet Qyperli Roshniku“ Berat. Anderen Quellen zufolge ist jedoch das Dorf Rudnik bei Veles (türk. Köprülü, albanisch Qyprilliu) der Herkunftsort der Familie. Auch wird angenommen, dass der pontische Ort Vezirköprü der Ursprungsort des Vaters von Mehmed Köprülü ist.
Roshnik ist eines von 100 Dörfern, in denen die albanische Regierung gezielt den ländlichen Tourismus fördern möchte. Zum Agrotourismus-Angebot im Dorf gehört eine Weinkellerei, die auch Übernachtungen anbietet.
Als nationales Kulturdenkmal geschützt ist ein stattliches Wohnhaus aus dem 19. Jahrhundert, das unter dem Namen Shtëpia ku u krijua komiteti qarkor i partise (Haus, in dem das regionale Parteikomitee gegründet wurde) bekannt ist.
Eine Besonderheit im Ort war die osmanische Moschee aus der Mitte des 17. Jahrhunderts mit Wandmalereien. Der Bau dieser Moschee wurde von Mehmed Pascha in Auftrag gegeben und dem Architekten des Reiches Reis Mimar Kasemi ausgeführt, wie Inschriften erwähnten. Die Moschee wurde bis ins Jahr 1967 genutzt, als die Religionsausübung in Albanien durch das kommunistische Regime verboten wurde. Das Gebäude wurde fortan als Getreidelager genutzt. Nach dem Ende des Hoxha-Regimes verfiel es zunehmend. Die Moschee wurde dann durch einen Neubau ersetzt. Kritikern des Abrisses des historischen Gebäudes zufolge hätte die Muslimische Gemeinschaft Albaniens die Moschee sorgfältig restaurieren sollen.